# Ермаков, Юрий Степанович
Юрий Степанович Ермаков (род. 31 октября 1933, Омск, Западно-Сибирский край) — советский футболист, защитник.

## Биография
Юрий Ермаков родился 31 октября 1933 года в городе Омск.
Играл в футбол на позиции защитника. В 1953—1954 годах входил в состав московского «Химика», выступавшего в классе «Б». В первом сезоне не провёл ни одного матча, во втором сыграл 14 поединков, забил 7 мячей.
В 1955 году перебрался в московский «Спартак», но за два сезона не провёл ни одного матча в чемпионате и Кубке СССР. В сезоне-55 сыграл 20 встреч за дубль красно-белых. В 1955 и 1956 годах был победителем первенства дублёров.
В 1957 году провёл 11 матчей в классе «А» за минский «Спартак».
В 1958 году играл в классе «А» за кишинёвскую «Молдову».